# Pluska (Luka)
 Pluska  falu Horvátországban Zágráb megyében. Közigazgatásilag Lukához tartozik.

## Fekvése
Zágrábtól 23 km-re, községközpontjától 3 km-re északnyugatra a megye északi határán fekszik.

## Története
A 20. század elején a mai település területén  két kúria állt: Pluska Gornja az ősi Ladany család birtoka, akik az egykori krajska vesi Szent Rókus plébánia patrónusai voltak, és Pluska Donja a Halper-Sigetski család birtoka az egykori Pluska község központja. Itt székelt egykor a megyei és járási bíró Nikola Halper-Sigetski. A Halper-kúria mellett a múlt század hatvanas éveiig a Lučelnica-patakon vízimalom állt. Az egykori Halper-birtokon dolgozott 1929-ben az egyik legismertebb horvát festőművész Ivan Lesiak és írt róla a híres író Marija Jurić Zagorka is. 
A falunak 1857-ben 211, 1910-ben 360 lakosa volt. Trianon előtt Zágráb vármegye Zágrábi járásához tartozott. 2011-ben a falunak 208 lakosa volt.

## Lakosság
| Lakosság változása | Lakosság változása | Lakosság változása | Lakosság változása | Lakosság változása | Lakosság változása | Lakosság változása | Lakosság változása | Lakosság változása | Lakosság változása | Lakosság változása | Lakosság változása | Lakosság változása | Lakosság változása | Lakosság változása | Lakosság változása |
| ------------------ | ------------------ | ------------------ | ------------------ | ------------------ | ------------------ | ------------------ | ------------------ | ------------------ | ------------------ | ------------------ | ------------------ | ------------------ | ------------------ | ------------------ | ------------------ |
| 1857               | 1869               | 1880               | 1890               | 1900               | 1910               | 1921               | 1931               | 1948               | 1953               | 1961               | 1971               | 1981               | 1991               | 2001               | 2011               |
| 211                | 246                | 249                | 264                | 330                | 360                | 336                | 360                | 440                | 314                | 304                | 273                | 240                | 203                | 218                | 208                |

## Külső hivatkozások
- Luka község hivatalos oldala
- A község információs portálja